# Тезис о превентивной войне Германии против СССР
Согласно теории о превентивном нападении нацистской Германии на СССР, Германия совершила нападение на СССР в 1941 году для того, чтобы обезопасить себя от потенциальной угрозы нападения со стороны Советского Союза.
Утверждение о превентивном характере агрессии Германии активно использовалось в пропаганде имперского министерства пропаганды нацистской Германии. Многие историки также считают, что сам Гитлер, как и многие высокопоставленные германские военные, искренне верил в возможность советского нападения. Тезис получил новый импульс развития с начала 1990-х годов после публикации книги Виктора Суворова «Ледокол», причисляемой некоторыми критиками к жанру фолк-хистори. Суворов утверждал, что угроза нападения СССР на Германию была не потенциальной, а вполне реальной, и даже предложил условное название для этой операции — «Гроза». Существование плана операции с таким названием не является исторически подтверждённым на данный момент времени.

## В нацистской Германии
В декларации об объявлении войны, озвученной 22 июня 1941 года послом Германии в СССР Вернером фон дер Шуленбургом, ответственность за начало боевых действий была возложена на СССР. В ней содержалось утверждение, что советское правительство «сосредоточило на германской границе все свои войска в полной боевой готовности. Таким образом, Советское правительство нарушило договоры с Германией и намерено с тыла атаковать Германию, в то время как она борется за своё существование. Фюрер поэтому приказал германским вооружённым силам противостоять этой угрозе всеми имеющимися в их распоряжении средствами». Также СССР ставилось в вину проведение подрывной политики и поддержка антигерманских сил в оккупированных Германией странах. 
Сразу после начала войны нацистская пропаганда стала распространять информацию о том, что вторжение является «превентивной акцией». Отдельные высокопоставленные деятели нацистской Германии (в том числе Адольф Гитлер) не оставляли этой идеи и в дальнейшем, что следует в частности, из воспоминаний фельдмаршала Вермахта Эриха фон Манштейна. Немецкие периодические издания на оккупированной территории СССР в годы Великой Отечественной войны также утверждали, что в развязывании войны повинна не гитлеровская Германия, а сталинское партийно-государственное руководство ВКП(б) СССР, с его концепцией и реализуемой внешней политикой экспорта мировой революции во все страны мира.

## Современный контекст
Авторы теории подтверждают свои построения завесой официальной цензуры, по их мнению встречающейся всем, кто неофициально исследует события, так или иначе связанные с советской историей Второй мировой войны:

…если официальная история не содержит данных о количестве танков, самолётов и боеприпасов в Красной Армии, если в ней нет данных о количестве военных округов, армий и корпусов, значит, эта версия войны вообще версией не является.— Виктор Суворов, «Самоубийство. Зачем Гитлер напал на Советский Союз?», 2000, с. 30

Жалобы на недоступность большого числа документов этого периода высказываются публицистами, например, Марком Солониным, до сих пор.

## Исторический контекст
Тезис о превентивном нападении Германии употреблялся во время холодной войны, однако не разделялся большинством историков. Официально Советское руководство отрицало даже подлинность такого документа, как Секретный дополнительный протокол к Договору о ненападении между Германией и Советским Союзом. Подлинность речи Сталина на приёме в честь выпускников военных академий 5 мая 1941 года оспаривается до сих пор.
По мнению Олега Вишлёва, существуют три записи речи Сталина. Генерал Николай Лященко утверждал, что располагает ещё одной: 

Сталин подошёл к трибуне. Лицо суровое, жестокое. Говорил минут сорок. Обрисовал международную обстановку, сказал о договоре 1939 года, о том, что СССР осуждает агрессивные действия Германии и прекратил поставки туда стратегического сырья и хлеба. Но, как мы узнали позже, это заявление оказалось неправдой, и в последней декаде мая вагоны с хлебом и металлом ещё шли в Германию. Затем Сталин сказал, что война с Гитлером неизбежна, и если Вячеслав Молотов и аппарат Наркомата иностранных дел сумеют оттянуть начало войны на два-три месяца — это наше счастье. «Поезжайте в войска, — закончил свою речь Сталин, — принимайте все меры к повышению их боеготовности». Уже после войны у меня появился текст этой речи Сталина, мне прислали его из Института военной истории, но, увы, ни о прекращении стратегических поставок в Германию, ни о войне там нет ни слова. Думаю, над ней кое-кто изрядно поработал.
Оспаривается также Речь Сталина 19 августа 1939 года на секретном заседании Политбюро ЦК ВКП(б). Дмитрий Волкогонов нашёл в архивах только Постановление Политбюро от 19 августа об отсрочке мобилизации железнодорожников. Опубликованная «речь Сталина 19 августа» является переводом с французского, видимо, речь была опубликована во французской печати в ноябре 1939 года. При этом, однако, её автор показывает незнание содержания Секретного дополнительного протокола к Договору о ненападении между Германией и Советским Союзом.
Анекдотичным выглядит то, что Сталин переходит на латынь, это его знаменитое в начале речи: «modus vivendi». Это крайне маловероятно. Как известно, хотя в Тифлисской духовной семинарии и преподавали французский и немецкий языки, Сталин их не знал. Ещё одним из ляпов «Речи Сталина» является то, что по ней Германия уступала СССР всю Восточную Европу:

Германия предоставляет нам полную свободу действий в Прибалтийских странах и не возражает по поводу возвращения Бессарабии СССР. Она готова уступить нам в качестве зоны влияния Румынию, Болгарию и Венгрию.
На деле в Секретных протоколах шёл долгий торг за Литву, Сталину пришлось выкупать литовскую территорию и отдать часть Польши Гитлеру:

1) Правительство Германии отказывается от своих притязаний на часть территории Литвы, указанную в Секретном Дополнительном Протоколе от 28 сентября 1939 года и обозначенную на приложенной к этому Протоколу карте;

2) Правительство Союза ССР соглашается компенсировать Правительству Германии за территорию, указанную в пункте 1 настоящего Протокола, уплатой Германии 7 500 000 золотых долларов, равной 31 миллиону 500 тысяч германских марок.
В целом новая западная государственная граница СССР соответствовала границе Российской империи (за исключением Польши), а также линии Керзона. Румынию, Болгарию и Венгрию Гитлер Сталину не собирался отдавать. 25 ноября 1940 года советское правительство представило Гитлеру условия, на которых возможно вступление СССР в тройственный союз. Одним из важных условий было установление советского протектората над Болгарией. Германия на этот меморандум так и не ответила.

### Тайная мобилизация
В мае 1941 года в Красную армию было тайно мобилизовано около 800 тысяч дополнительных резервистов (так называемые «Большие учебные сборы» 1941 года).
По мнению Виктора Суворова 13 июня 1941 года является «точкой невозврата», то есть после этой даты СССР не мог не вступить в войну с Германией в ближайшие недели. В этот и последующие дни в штабы армий было направлено множество директив с приказом приступить к тайному (по ночам) выдвижению непосредственно к западным государственным границам. Из открытых источников известно, что для воинских грузов в тот момент было задействовано около 47 тысяч железнодорожных вагонов. Переброска войск почти полностью парализовала работу многих железнодорожных узлов. По оценке Виктора Суворова, итоговая масса войск, сосредоточенных на западной границе СССР в результате переброски была бы такой, что угрожала бы коллапсом экономики.
Одновременно с этим 12-14 июня 1941 года в соответствии с Постановлением ЦК ВКП (б) и СНК СССР от 16 мая 1941 года «О мероприятиях по очистке Литовской, Латвийской и Эстонской ССР от антисоветского, уголовного и социально опасного элемента» с западных приграничных территорий страны власти СССР осуществили серию депортаций, в результате которой вглубь страны было отправлено около 65 тысяч человек. По мнению Михаила Мельтюхова и Виктора Суворова, эта депортация была также подготовкой к нападению на Германию.
Константин Симонов вспоминает: 

Двадцать первого июня меня вызвали в Радиокомитет и предложили написать две антифашистские песни. Так я почувствовал, что война, которую мы, в сущности все ждали, очень близка.

### «Планы удара по Германии»
В качестве «плана удара по Германии» обозначается документ под названием «Записка наркома обороны СССР и начальника Генштаба Красной Армии Председателю СНК СССР И. В. Сталину с соображениями к плану стратегического развёртывания сил Советского Союза на случай войны с Германией и её союзниками», где, в частности, планируется следующее:

Первой стратегической целью действий войск Красной Армии поставить — разгром главных сил немецкой армии, развёртываемых южнее линии Брест — Демблин и выход к 30 дню операции на фронт Остроленка, р. Нарев, Лович, Лодзь, Кройцбург, Оппельн, Оломоуц. Последующей стратегической целью иметь: наступлением из района Катовице в северном или северо-западном направлении разгромить крупные силы Центра и Северного крыла германского фронта и овладеть территорией бывшей Польши и Восточной Пруссии.
В качестве косвенных доказательств также приводят 3 немецких пропагандистских документа: обращение Адольфа Гитлера к немецкому народу в связи с началом войны против Советского Союза 22 июня 1941 года, телеграмму министра иностранных дел Германии Иоахима фон Риббентропа послу в СССР Ф. Шуленбургу 21 июня 1941 года и ноту МИД Германии от 21 июня 1941 года.
22 июня, в 4 часа утра, посол Германии в СССР Ф. Шуленбург вручил Вячеславу Молотову, Народному комиссару иностранных дел СССР, Ноту немецкого МИД от 21 июня 1941 года, содержание её сводилось к тому, что советское правительство проводило подрывную политику в Германии и в оккупированных ею странах, проводило внешнюю политику, направленную против Германии, и «сосредоточило на германской границе все свои войска в полной боевой готовности». Нота заканчивалась словами: 

…Ненависть большевистской Москвы к национал-социализму оказалась сильнее политического разума. Большевизм — смертельный враг национал-социализма. Большевистская Москва готова нанести удар в спину национал-социалистической Германии, ведущей борьбу за существование.
Правительство Германии не может безучастно относиться к серьёзной угрозе на восточной границе.

Поэтому фюрер отдал приказ германским вооружённым силам всеми силами и средствами отвести эту угрозу. Немецкий народ осознаёт, что в предстоящей борьбе он призван не только защищать Родину, но и спасти мировую цивилизацию от смертельной опасности большевизма и расчистить дорогу к подлинному расцвету в Европе.
Обращение Адольфа Гитлера к германскому народу 22 июня 1941 года:

Национал-социалисты, в это время, вы, возможно, чувствовали, что этот шаг был горек и вынужден для меня. Никогда германский народ не вынашивал в себе враждебных чувств по отношению к народам России! Однако уже более 10 лет еврейские большевики пускались в непрерывные провокации поджечь не только Германию, но и всю Европу. В то время как, никогда германские националисты не пытались перекинуть своё мировоззрение на Россию, еврейские большевики из Москвы, наоборот, только что и делали, что пытались подмять под себя не только нас, но и другие европейские народы; и не только идеологически, но и грубой военной силой.

## Сторонники
Сторонником тезиса в Германии является Иоахим Хоффман, Вернер Мазер (нем. Werner Maser), Вальтер Пост (нем. Walter Post) и Штефан Шайл (нем. Stefan Scheil), в Австрии — Хайнц Магенхаймер (нем. Heinz Magenheimer) и Эрнст Топич (нем. Ernst Topitsch), в Великобритании — Виктор Резун (литературный псевдоним — Виктор Суворов; детали концепций этого автора и их критика освещены в статье «Концепция Виктора Суворова»). Концепцию Суворова поддерживает бывший ст. научный сотрудник Института истории СО РАН Ирина Павлова, эта тема отражена в её диссертации на степень доктора исторических наук. По её мнению, «в книге [Суворова] имеется немало ошибок, но в целом его концепция представляется правильной».
Также тезис о том, что Германия нанесла превентивный удар, в России поддерживают историки Владимир Невежин, К. М. Александров и другие.
Существуют и мнения немецких военных — очевидцев событий. К примеру, немецкий генерал Курт фон Типпельскирх в капитальном труде по Второй мировой войне также отмечал, что «Советский Союз в скором будущем будет сам стремиться к вооружённому конфликту с Германией, что представлялось в высшей степени невероятным по политическим и военным соображениям».

## Критики
В Германии — Бьянка Питров-Эннкер (нем. Bianka Pietrow-Ennker) (Констанцский университет), Герд Юбершер (нем. Gerd R. Ueberschär) и Вольфрам Ветте (Wolfram Wette) [уточнить], оба сотрудники военного института исторических исследований. На международной арене — Габриэль Городецкий (Gabriel Gorodetsky) и Дэвид Гланц (англ. David M. Glantz). В России — Рой Медведев, Юрий Жуков, Георгий Куманёв, Олег Вишлёв и другие.

### СССР готовился к превентивной войне
Основной документ, говорящий об этом — «Записка наркома обороны СССР и начальника Генштаба Красной армии Председателю СНК СССР Иосифу Сталину с соображениями по плану стратегического развёртывания Вооружённых Сил Советского Союза на случай войны с Германией и её союзниками».
Сам документ не имеет даты, приложенные карты датированы 15 мая 1941 года. «Записка» подписана народным комиссаром обороны Тимошенко и начальником Генерального штаба Жуковым. На карте направлений ударов Красной армии стоит подпись генерала Василевского.

Учитывая, что Германия в настоящее время держит свою армию отмобилизованной, с развёрнутыми тылами, она имеет возможность предупредить нас в развёртывании и нанести внезапный удар. Чтобы предотвратить это, считаю необходимым ни в коем случае не давать инициативы действий Германскому командованию, упредить противника в развёртывании и атаковать германскую армию…
Для того, чтобы обеспечить выполнение изложенного выше замысла, необходимо заблаговременно провести следующие мероприятия, без которых невозможно нанесение внезапного удара по противнику как с воздуха, так и на земле:
1. Произвести скрытое отмобилизование войск под видом учебных сборов запаса;
2. Под видом выхода в лагеря произвести скрытое сосредоточение войск ближе к западной границе, в первую очередь сосредоточить все армии резерва Главного Командования;
3. Скрыто сосредоточить авиацию на полевые аэродромы из отдалённых округов и теперь же начать развёртывать авиационный тыл;
4. Постепенно, под видом учебных сборов и тыловых учений, развёртывать тыл и госпитальную базу.
— ЦА МО РФ. Ф. 16. Оп. 2951. Д. 237. Лл. 1(с об)-15
Ещё за месяц до окончательного оформления «Записки с соображениями», командующие войсками всех военных округов СССР получили персональные директивы наркома обороны и начальника генерального штаба с планами ударов по Европе в случае начала войны. Эти директивы можно было бы считать оборонительными, если бы не присутствующий в каждой из них пункт: «Первый перелёт или переход государственной границы допускается только с особого разрешения Главного командования. План вводится в действие при получении шифрованной телеграммы за моей и начальника Генерального штаба КА подписями следующего содержания: „Приступить к выполнению“». Например, войскам Западного Особого военного округа по плану предписывалось: «Мощными ударами по железнодорожным узлам Кёнигсберг, Мариенбург, Алленштейн, Торн, Калиш, Лодзь и Варшава, нарушить и задержать сосредоточение немецких войск» (ЦА МО РФ. Ф. 16. Оп. 2951. Д. 237. Лл. 48-64).
Тема подготовки к затяжной кровопролитной войне была поднята в феврале 1941 года. Именно тогда (не позднее 12 февраля) в Политбюро ЦК ВКП(б) была направлена Записка НКО СССР и Генштаба Красной армии, в которой рассчитывалась потребность армии в живой силе и предметах вооружения. Война, судя по всему, планировалась многолетняя, так как первая же таблица, находящаяся в этой записке озаглавлена: «Ориентировочная потребность первого года войны». В этом документе, составленном Тимошенко и Жуковым, читаем: «Потребность на покрытие предположительных потерь на год войны… Рассчитана с учётом, что из общего количества потерь, 25 % будет падать на убитых и пропавших без вести… К штатной численности военного времени это составит 3 805 461 человек. Покрытие этой потребности будет производиться остатками ресурсов поднимаемых возрастов через запасные части.» (ЦА МО РФ. Ф. 15. Оп. 2154. Д. 4. Л. 26). То есть, при планируемых общих потерях в 3 805 461 человек, Жуков и Тимошенко рассчитывают на 951 365 убитых за первый год войны (25 % по тексту Записки), это получалось даже больше потерь на фронтах Первой Мировой войны.
Военная доктрина РККА имела наступательный характер, основным тезисом которой был «бить врага малой кровью, на чужой территории». Подобный подход в итоге сыграл немаловажную роль в том, что РККА практически не изучала оборонительный характер ведения манёвренных боевых действий в отступлении, в окружении, и так далее, что в итоге крайне плачевно сказалось в ходе начального периода войны 1941—1942 годов. Об этом факте очень много говорили впоследствии многие советские военачальники, как например Иван Конев и другие. К моменту начала Великой Отечественной войны силы Красной армии были стянуты к западным границам, снабжающие склады также находились близко к границе. Некоторые историки считают такое положение складов, а также слабую подготовку РККА к оборонным действиям — следствием, а вместе с тем и явным свидетельством подготовки именно превентивной войны.
По данным пограничных войск СССР, в западных военных округах в 1939—1941 годах было сосредоточено несколько сот крупных складов с оружием и боеприпасами, которые достались противнику без сопротивления — у многих бойцов стрелковых дивизий не было патронов, они все были на складах, личный состав находился порой до 150 км от складов, а командный состав находился на квартирах в городах вдали от рядового состава, а из-за отсутствия приказов из Москвы в первые недели поспешно отступая успели взорвать только несколько складов второго эшелона на большом удалении от границы:144. Захват противником значительной территории лишил советские войска большого количества запасов горючего, боеприпасов, вооружения, которые размещались на складах в приграничной зоне. Также генерал Константин Телегин дополняет это тем, что создававшиеся перед войной вдоль новых границ военные склады укомплектовывались в том числе и за счёт истощения арсеналов и баз хранения Московского и других внутренних военных округов, в результате когда после нападения Германии по приказу Сталина в Москве всё руководство спешно бросилось заниматься организацией «дивизий народного ополчения» (ДНО), оказалось, что на московских и подмосковных складах нет оружия: «склады наши были пусты». В МВО перед войной осталось только две ремонтные базы, занимавшиеся ремонтом оружия и артиллерии. К началу войны в Красной армии было 7 млн винтовок, из которых 4 млн находились на складах, к концу 1941 года было потеряно 5,5 млн винтовок.

### И Германия, и СССР готовились к самостоятельным нападениям
Как считает доктор исторических наук, старший научный сотрудник ВНИИ документоведения и архивного дела М. И. Мельтюхов, «в результате сторонник тезиса о „превентивной войне“ Германии против СССР <Суворов> попадает в глупое положение, пытаясь доказать, что Гитлер решил сорвать советское нападение, о подготовке которого он на деле ничего не знал. Собственно, на этом спор относительно лживой версии о „превентивной войне“ Германии против Советского Союза можно считать законченным».
М. И. Мельтюхов считает, что СССР после 15 июня 1941 года форсированно готовился к нападению на Германию, но одновременно отвергает версию «о превентивной войне» Гитлера. По его мнению,

…Разгром Германии и советизация Европы позволяли Москве использовать её научно-технический потенциал, открывали дорогу к «справедливому социальному переустройству» европейских колоний в Азии и Африке. Созданный в рамках Старого света социалистический лагерь контролировал бы большую часть ресурсов Земли. Соответственно даже если бы Новый свет и не был захвачен, он, скорее всего, вряд ли смог бы значительно превзойти Старый по уровню жизни. В результате там сохранялось бы значительное количество недовольных, с надеждой смотревших на помощь из-за океана. В случае же полного охвата Земли социалистической системой была бы полностью реализована сформулированная в либеральной европейской традиции задача создания единого государства Человечества. Это, в свою очередь, позволяло создать достаточно стабильную социальную систему и давало бы большие возможности для развития.

### Противники тезиса
- Александр Сабов. Почему нам приходится снова доказывать право на Победу? Архивная копия от 4 мая 2007 на Wayback Machine «Российская газета», № 67, 2005.
- Геннадий Сидоровнин. «Тайны войны» против фальсификаторов истории. Росбалт.
- В. Алексеенко. Фальсификация истории. Газета «Дуэль», № 36(83) 27.10.1998.
- Виктор Миркискин. Продолжение «Барбароссы».
- Александров М. В. Внешнеполитическая доктрина Сталина. — Canberra: Australian National University, 1995. — 138 с ISBN 5-86034-065-6
- О. Тишков. 22 июня 1941 года и российские ревизионисты
- Kuliabin A. Semin S.Russia — a counterbalancing agent to the Asia. «Zavtra Rossii», #28, 17 July 1997 (англ.) (русский текст)
- Герд P. Убершер. План «Барбаросса» против Советского Союза — превентивный удар? // «Скепсис»
- Ю. А. Никифоров [militera.lib.ru/research/nikiforov_ya/index.html «Мир истории», № 2-4, 2001.] сборник исследований к.и.н. Никифорова, содержит три работы, посвящённые «горячей» теме: предвоенные военные планы, дискуссия об упреждающем ударе Советского Союза по Германии.
- Габриэль Городецкий Миф «Ледокола»: Накануне войны